# George Devol
George Charles Devol Jr. (20 de fevereiro de 1912 - 11 de agosto de 2011) foi um inventor estadounidense, mais conhecido por criar o Unimate, o primeiro robô industrial. A invenção de Devol lhe rendeu o título de "Avô da Robótica". Como reconhecido pelo National Inventors Hall of Fame: